# Nefridium

Een diagram van de inwendige organen van een ringwormen, waarbij de metanephridia en beide nefrostomen in een van de segmenten van de worm worden weergegeven.

Het nefridium is een uitscheidingsorgaan dat voorkomt bij ongewervelde dieren, waaronder de ringwormen. Het heeft een met de nieren van hogere dieren vergelijkbare functie en komt onder andere bij de regenwormen voor. Het nefridium is opgebouwd uit een opvangorgaan bestaande uit een trechter-achtige, van wimperharen voorziene structuur die middels een kanaaltje in verbinding staat met een blaasje. 